# Flugabwehrraketengruppe 38
Die Flugabwehrraketengruppe 38 war eine Flugabwehrraketengruppe der deutschen Luftwaffe.

## Geschichte
Die Flugabwehrraketengruppe 38 wurde am 1. August 1959 in Nörvenich bei Köln als LwFlaBtl 46 aufgestellt. Ausgestattet mit der Kanone vom Typ BOFORS 40 mm L70, erfolgte am 1. September 1965 die Umbenennung in Flugabwehrraketenbataillon 38 und die Verlegung nach Krummenort, Schleswig-Holstein. Mit dem Flugabwehrraketensystem HAWK wurde das Bataillon zum 10. Dezember 1965 ausgerüstet und zum 1. Mai 1966 die Luftverteidigungseinsatzstellungen der 1., 2., 3. und 4. Staffel in Hude, Kreis Nordfriesland (1.), Dellstedt, Kreis Dithmarschen (2.), Windbergen, Kreis Dithmarschen (3.) und Wesselburener Deichhausen, Kreis Dithmarschen (4.) bezogen. Die Verlegung des Bataillons an den Standort Heide am 1. Juli 1967 und die NATO-Unterstellung des Verbandes schlossen die Aufbauphase des Flugabwehrraketenbataillons 38 ab.
Im Rahmen der Luftwaffenstruktur 3 wurde das Flugabwehrraketenbataillon 38 am 1. Oktober 1989 in Flugabwehrraketengeschwader 38 umbenannt und zum 1. Juli 1990 dem Flugabwehrraketenkommando 4 und der 2. Luftwaffendivision unterstellt. Als einziger FlaRak-Verband wechselte das Flugabwehrraketengeschwader 38 im August 1990 mit komplettem Personal und Material von Schleswig-Holstein nach Nordrhein-Westfalen und Hessen. Es folgte die Auflösung der 2./38 (ehemals Dellstedt) und Integration der ehemaligen 4./39 (Standort Eckernförde) als neue 2./38. Der Geschwaderstab, die Versorgungsstaffel und die 2. Staffel verlegten nach Burbach (Siegerland, Nordrhein-Westfalen), die 4. Staffel nach Homberg/Efze (Hessen), die 3. Staffel nach Lich (Hessen) und die 1. Staffel nach Bad Arolsen (Hessen).

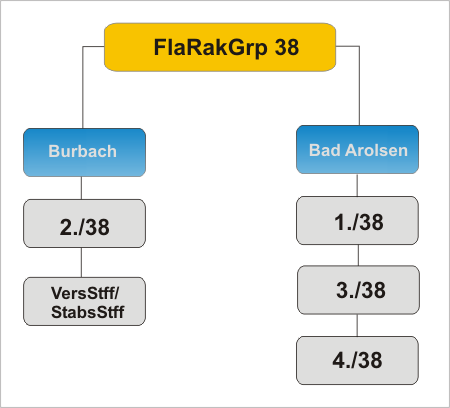
Gliederung FlaRakGrp 38

Als Ergebnis der Luftwaffenstruktur 4 wurden die 3. Staffel des Flugabwehrraketengeschwader 35 in Nienburg und die 4. Staffel des Flugabwehrraketengeschwader 35 in Delmenhorst zum 1. Oktober 1992 als 5. und 6. Staffel dem Flugabwehrraketengeschwader 38 unterstellt und verlegten im August 1993 von Nienburg bzw. im Juli 1993 von Delmenhorst nach Bad Arolsen.
Am 1. Januar 1993 trat eine neue STAN in Kraft. Aus dem Flugabwehrraketengeschwader 38 wurde die Flugabwehrraketengruppe 38. Im November 1993 wurde der Standort Lich aufgegeben und die 3. Staffel verlegte nach Homberg/Efze.
Mit Wirkung vom 1. Januar 1996 wurde die 3. und 4. Staffel in Homberg/Efze deaktiviert und teilweise in die am Standort Bad Arolsen bereits bestehenden Staffeln integriert. Am 1. Januar 1997 wurden die 5. und 6. Staffel in 3./FlaRakGrp 38 und 4./FlaRakGrp 38 umbenannt.
Seit dem 1. Januar 1997 umfasst die Flugabwehrraketengruppe 38 damit 4 aktive Kampfstaffeln, 2 gekaderte MobStaffeln (zwischenzeitlich aufgelöst), die Versorgungsstaffel, die Stabstaffel und die Sanitätsstaffel (seit dem 1. April 2002 dem ZSanDstBw unterstellt) an den Standorten Burbach und Bad Arolsen.
Die FlaRakGrp 38 war dem Flugabwehrraketengeschwader 4 unterstellt, das ebenfalls in der Siegerlandkaserne in Burbach stationiert war.
Als Folge der Entscheidung zur Bundeswehrreform wurde am 1. Januar 2003 aus Teilen der Flugabwehrraketengruppe 38 und der Flugabwehrraketengruppe 42 ein gemischter HAWK/ROLAND-Verband, die Flugabwehrraketengruppe 14, neu aufgestellt. Im Zuge einer erneuten Umstrukturierung der Luftwaffe wurden der Geschwaderstab und die Flugabwehrraketengruppe 14 mit Wirkung vom 31. Dezember 2003 vom Einsatzauftrag entbunden. In der Folge wurden beide Dienststellen aufgelöst und das HQ EADTF verlegt. Nach Abschluss aller Maßnahmen wurde der Standort Burbach am 30. Juni 2005 schließlich aufgegeben.

## Standorte

### Bad Arolsen
Der Standort Bad Arolsen umfasste neben der Prinz-Eugen-Kaserne die Friedenseinsatzstellungen (FAST) in Flechtdorf, Freienhagen und Diemelstadt/Rhoden. Ebenfalls zum Standort gehörten ein Truppenübungsplatz und das Georg-Friedrich-Kasino. Innerhalb verschiedener Zeitabschnitte waren hier bis zu 5 Flugabwehrraketen-Staffeln HAWK beheimatet, die 1./Flugabwehrraketengruppe 38, die 3./38, 4./38, 5./38 und 6./38.
Zum Standort Bad Arolsen gehörten die
- Prinz-Eugen-Kaserne,
- FAST Freienhagen,
- FAST Flechtdorf,
- FAST Rhoden/Quast.

Die Geschichte des Bundeswehrstandortes in Mengeringhausen begann am 27. Mai 1958 mit einem einstimmigen Beschluss der Stadtverordnetenversammlung. Am 7. November 1961 bezog das Feldartilleriebataillon 45 nach dreijähriger Bauzeit die Prinz-Eugen-Kaserne. Das neu gebildete Panzerbataillon 44 folgte am 11. Januar 1962. Im Laufe der Jahre bis 1994 waren u. a. die Panzerbataillone 61 und 63, das Panzerartilleriebataillon 65 sowie die Panzerjägerkompanie 60 auf dem Mengeringhäuser Hagen stationiert. Mancher Ortsansässiger hat noch gute Erinnerungen an das – auch nächtliche – Motorengebrüll und Kettengerassel der Panzer und den Gefechtslärm der Handwaffen, wenn der Wind aus Richtung Standortübungsplatz in die Stadt wehte. Und auch die motorisierten Benutzer der Hagenstraße können ein Lied davon singen, wie oft sie in all den Jahren vor den geschlossenen Schranken wenden mussten, wenn das Heer (später auch die Luftwaffe) wieder einmal die „Panzerstraße“ gesperrt hatte. Manch einer verwünschte das Militär wegen der unvermuteten Umwege.
Als Ende der 80er Jahre die hier stationierten belgischen Flugabwehrraketeneinheiten aus ihrem Sektor in ihre Heimat zurückverlegt wurden, wurde noch vor dem Fall der Berliner Mauer und dem radikalen Umbruch im Ost-West-Verhältnis die Stationierung des damaligen Flugabwehrraketenbataillons 38 aus Schleswig-Holstein in den Raum Bad Arolsen/Burbach (NRW) und Homberg (Efze)/Lich eingeleitet und vollzogen. Im neuen Gebäude der Mengeringhäuser Kaserne zog die 1. Staffel der 38er ein und war somit 1990 die erste Luftwaffeneinheit im Waldecker Land. Die „Blauröcke“ mit ihren Raketen blieben Exoten bis zum Einzug ihrer Kameraden der 5. und 6. Staffel im Jahr 1993/1994 – einher ging der schrittweise Abzug der Heereseinheiten.
Als ein erneuter Wandel der FlaRak Mitte der 90er Jahre dazu führte, dass die HAWK-Verbände wieder von sechs auf vier Kampfstaffeln pro Gruppe zurückgingen, wurden die zwei überzähligen Staffeln zu Geräteeinheiten deaktiviert und Teile ihres Materials in der Prinz-Eugen-Kaserne eingelagert.
Die Jahre 2001 und 2002 sahen wieder einmal einschneidende Strukturreformen der FlaRak. So sollte zwar Mengeringhausen durch Deaktivierung von zwei HAWK-Einheiten einschließlich ihrer Außenstellungen in Rhoden und Flechtdorf, sowie der Umzug der letzten HAWK-Staffel von Bad Arolsen nach Schöneck bei Frankfurt seine alten „Luftverteidiger“ abgeben, aber dann waren doch vier neue PATRIOT-Einheiten der Flugabwehrraketengruppe 21 aus Nordrhein-Westfalen für die Kaserne vorgesehen. Die Zukunft der Prinz-Eugen-Kaserne in Mengeringhausen und damit der Garnison Bad Arolsen schien auf Jahre gesichert. Umfangreiche Umbau- und Renovierungsarbeiten in der Kaserne und auf dem Standortübungsplatz wurden durchgeführt, drei der vier Einheiten waren bereits eingezogen, da kam am 21. Mai 2003 mitten im superheißen Sommer und kurz vor dem Mega-Event Hessentag das Aus.

### Burbach
Der Standort Burbach mit der Siegerland-Kaserne war seit 1990 Sitz des Flugabwehrraketengeschwader 4 und des Stabs der Flugabwehrraketengruppe 38. Außerdem befand sich dort die 2. Staffel der Flugabwehrraketengruppe 38, die Versorgungsstaffel 38 und seit 1999 das Headquarters Extended Air Defense Task Force. Die zugehörige Friedenseinsatzstellung (FAST), in der die 2. Staffel das Waffensystem betrieb, befand sich auf der Lipper Höhe neben einem kleinen Flugplatz.
Die Siegerland-Kaserne wurde nach ihrer Fertigstellung am 17. April 1969 offiziell ihrer Bestimmung durch den damaligen Kommandeur der ehemaligen 5. Luftwaffendivision, Generalmajor Gralka, übergeben.
Mit Bezug der Siegerland-Kaserne war ein neunjähriges Provisorium im Lager Stegskopf für das Flugabwehrraketenbataillon 22, welches mit dem Waffensystem NIKE ausgestattet war, zu Ende. Ab diesem Zeitpunkt war hier neben dem Bataillon 22 auch noch eine Abteilung des 52nd US Army Artillery Detachment stationiert.
Aufgrund der Umrüstung des Flugabwehrraketenbataillon 22 vom Waffensystem NIKE auf PATRIOT verließ im Frühjahr 1987 die US Army den Standort Burbach. Kurze Zeit später wurde das Waffensystem NIKE außer Dienst gestellt. Im Oktober 1988 verließen die ersten Soldaten des Flugabwehrraketenbataillon 22, welches mittlerweile in Flugabwehrraketengeschwader 22 umbenannt worden war, den Standort Burbach und verlegten in ihre neue Heimat nach Penzing (Bayern).
Nachfolger in der Siegerland-Kaserne wurde am 20. August 1990 das Flugabwehrraketengeschwader 38, welches mit dem Waffensystem HAWK ausgerüstet war. Am 1. Januar 1993 erfolgte die Umbenennung, aus dem Flugabwehrraketengeschwader 38 wurde die Flugabwehrraketengruppe 38.
Am 30. November 1993 verlegte der Stab Flugabwehrraketengeschwader 4 vom Standort Lich nach Burbach. Die aufgaben des Standortältesten wurden ab diesem Zeitpunkt dem Kommodore des Flugabwehrraketengeschwader 4 übertragen. Neben dem Stab Flugabwehrraketengeschwader 4 und der Flugabwehrraketengruppe 38 waren ab Dezember 1999 auch das Headquarters Extended Air Defense Task Force (HQ EADTF) in der Siegerland-Kaserne beheimatet. Als folge der Entscheidung zur Bundeswehrreform wurde am 1. Januar 2003 aus Teilen der Flugabwehrraketengruppe 38 und der Flugabwehrraketengruppe 42 die gemischte HAWK/Roland Gruppe 14. Im Zuge einer erneuten Umstrukturierung der Luftwaffe wurde der Geschwaderstab sowie die Flugabwehrraketengruppe 14 mit Wirkung vom 31. Dezember 2003 vom Einsatzauftrag entbunden. In der Folge wurden beide Dienststellen aufgelöst, das HQ EADTF wurde verlegt. Der Standort Burbach wurde nach der Auflösung aufgegeben.

## Friedenseinsatzstellung (FAST)

### FAST 1./FlaRakGrp 38
Die ehemalige FAST (Friedenseinsatzstellung) der 1. FlaRakGrp 38 (Flugabwehrraketengruppe 38 bzw. 14) auf dem Heitzelberg bei Freienhagen (Hessen) ist eine von den 3 HAWK-Stellungen die zum Standort Bad Arolsen gehörten. Dort waren die Einheiten (1./38, 3./38, 4./38) stationiert, die die Stellungsbereiche besetzten. Die Stellung Freienhagen sowie die Stellungsbereiche in Diemelstadt (Rhoden auf dem Quast) und Flechtdorf waren in den HAWK-Gürtel entlang der innerdeutschen Grenze integriert. Bevor die Flugabwehrraketengruppe 38 aus dem norddeutschen Raum in diesen Bereich verlegte, waren die Stellungen mit belgischen HAWK-Einheiten besetzt. Die Garnison der belgischen Hawk-Einheit, die die HAWK-Stellung Freienhagen belegte, war Korbach.

### FAST 3./FlaRakGrp 38
Die Friedenseinsatzstellung der 3. Flugabwehrraketengruppe 38 bzw. 14, ehemals belgische HAWK-Stellung, befand sich in der Nähe des Ortes Flechtdorf. Flechtdorf ist ein Ortsteil der Gemeinde Diemelsee im Landkreis Waldeck-Frankenberg im Nordwesten von Nordhessen.
Im Zentrum der Stellung befand sich der Radarhügel. Im Gegensatz zu vielen anderen Einsatzstellungen sind die Abschussbereiche rechts und links des Radarhügels angeordnet.

### FAST 4./FlaRakGrp 38
Die Friedenseinsatzstellung der 4. Flugabwehrraketengruppe 38 bzw. 14 ist eine ursprünglich belgische FlaRak-Stellung deren Reste sich in der Nähe von Diemelstadt/Rhoden auf dem Quast befinden. Die beiden Abschussbereiche sind in Richtung Osten ausgerichtet. Auf dem Satellitenbild sind nur noch die Grundrisse/Konturen zu sehen. Der Stellungsbereich wurde völlig demontiert. Auf dem ehemaligen Radarhügel befindet sich heute eine Aussichtsplattform.

### FAST 2./FlaRakGrp 38
Die Friedenseinsatzstellung der 2. Flugabwehrraketengruppe 38 bzw. 14. liegt direkt neben einem kleinen Flugplatz auf der Lipper Höher in der Nähe von Burbach. Auf dem Satellitenbild sind deutlich die Stellplätze der Launcher zu sehen. Die typisch runden Stellplätze sind von einem offenen Wall umgeben und zeigen in Hauptkampfrichtung. Ebenfalls sehr gut zu erkennen sind die beiden Abschussbereiche, die Alpha- und Bravo-Section.

## Wappen
Das Wappenschild der ehemaligen Flugabwehrraketengruppe 38 hatte eine moderne Form und war zweimal schräglinks geteilt. Der Wappenhintergrund besteht aus den Farben Blau, Weiss (Silber) und Rot. Es sind die Landesfarben des Bundeslandes Schleswig-Holstein als Bezug zum alten Standort. Das Geschwader war von 1967 bis 1990 in den Standorten Heide und Husum stationiert. Weiss und Rot sind ebenfalls die Farben des Bundeslandes Hessen, in den drei Kampfstaffeln eine neue Heimat fanden. In der linken Wappenhälfte befindet sich, üblicherweise auf blauem Grund dargestellt, der von sieben aufrechten Goldenen (Gelben) Schindeln begleitete Goldene, aufgerichtete, doppelschwänzige, rotbewehrter Löwe des vormaligen (bis 1815), Fürstentum Nassau-Siegen, in dessen alten Grenzen der Standort des Geschwaders liegt. Diese Form des Löwen (Nassauischer Löwe) ist ebenfalls Bestandteil der Wappen des Kreises Siegen-Wittgenstein und der Gemeinde Burbach. Die äußerliche Form des Löwen findet sich in den Gebietswappen der Standorte Bad Arolsen (ehem. Fürstentum Waldeck), Lich (ehem. Fürstentum Solms-Lich-Hohensolms) und Homberg/Efze (ehem. Kurfürstentum Hessen) wieder, jedoch jeweils verschiedenfarbig gestaltet. In der rechten Wappenhälfte befinden sich auf weißem Grund drei aufsteigende Lenkflugkörper des Waffensystems HAWK, mit denen die ehemalige Flugabwehrraketengruppe 38 ausgerüstet war. Auf rotem Grund in der unteren Fläche sind die arabischen Ziffern „38“ aufgelegt.

## Kommandeure Flugabwehrraketengruppe 38
Flugabwehrraketengruppe 38 (Burbach, Siegerland-Kaserne)
- 1990 Oberstleutnant Roland Herz
- 1993 Oberstleutnant Manfred Hahn
- 1995 Oberstleutnant Walter Krüger
- 1997 Oberstleutnant Axel Schmidt
- 2000 Oberstleutnant Uwe Dietrich
- 2001 Oberstleutnant Thomas Lorber